# Tarasivka, Mejova
Tarasivka (în ucraineană Тарасівка) este un sat în comuna Bohdanivka din raionul Mejova, regiunea Dnipropetrovsk, Ucraina.

## Demografie
Componența lingvistică a localității Tarasivka
     Ucraineană (91,47%)
     Rusă (5,69%)
Conform recensământului din 2001, majoritatea populației localității Tarasivka era vorbitoare de ucraineană (91,47%), existând în minoritate și vorbitori de rusă (5,69%).